# Praça Padre Roer

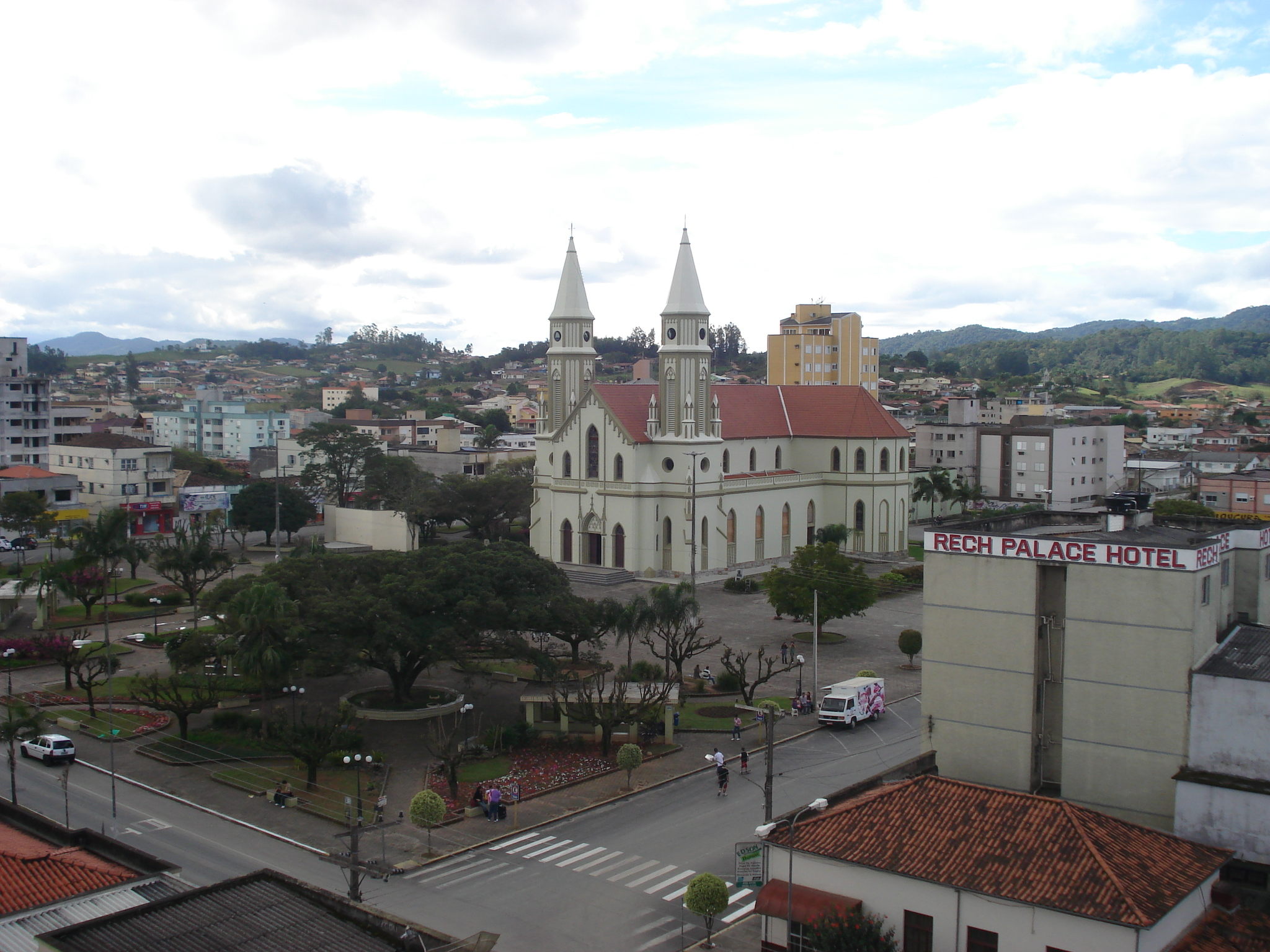
A Praça Padre Roer com a Igreja Nosso Senhor do Bonfim (fotografia do bioquímico Roberto Pereira).

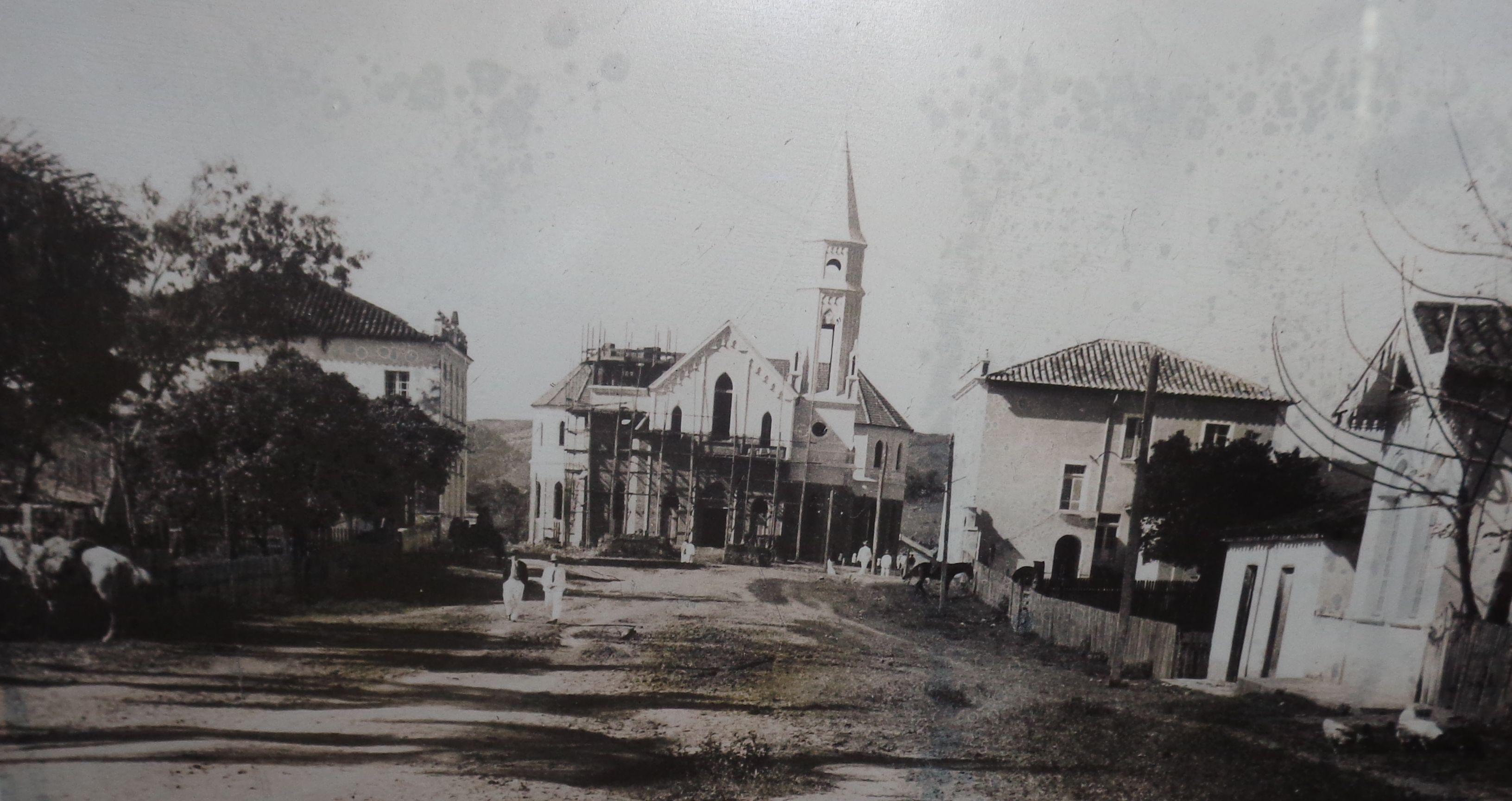
Igreja Nosso Senhor do Bonfim de Braço do Norte durante sua construção no início da década de 1930. A torre da direita foi concluída em 1933. O sobrado na esquerda da foto era residência da família Sandrini e o da direita abriga atualmente a
sede da prefeitura municipal. Fotografia do advogado tubaronense Manoel Lobão de Queirós, depositada no Arquivo Público e Histórico Amadio Vettoretti em Tubarão, Santa Catarina.

A Praça Padre Roer é um espaço público da cidade catarinense de Braço do Norte, localizada no bairro Centro. Forma um quadrado, abrigando no centro a Igreja Nosso Senhor do Bonfim.

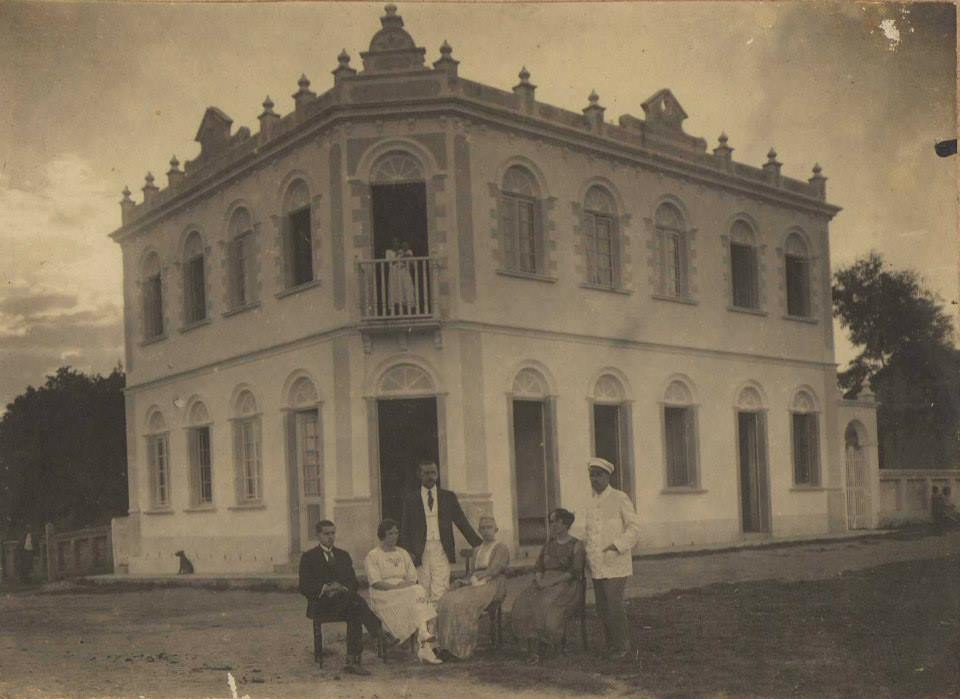
Casa da família Sandrini, onde atualmente localiza-se o Banco Bradesco. Cruzamento da Avenida Felipe Schmidt com a Travessa Adolfo Konder.

Foi projetada pelo agrimensor Carlos Othon Schlappal, que fixou a sede da colônia Braço do Norte em 1879. A região no entorno do quadrado de 220 metros de lado foi declarada então sede da colônia de Braço do Norte. Devido a terem os colonos alemães que seguiram o padre Guilherme Roer se estabelecido em 1873 entre a Barra do Norte e o atual município de São Ludgero, ao sul da praça (descendo em sentido sul o rio Braço do Norte), a mesma passou a ser referenciada "Quadro do Norte". A partir da década de 1950, devido à sua emancipação política de Tubarão, o Quadro do Norte passou a ser oficial e popularmente referenciado como Braço do Norte. São Ludgero afirmou-se com esta designação a partir de sua emancipação de Braço do Norte na década de 1960.
É uma das duas praças (a outra é a Praça Coronel Collaço) originárias da medição oficial das terras do então Quadro do Norte, atual bairro Centro. Não existem outras praças na cidade.
Braço do Norte já teve dois cinemas, ambos na Praça Padre Roer. O mais antigo foi o Cine Guarani, de propriedade de Turíbio Schmidt. O segundo foi o Cine Guadalajara, fundado no início da década de 1970, de propriedade de Martinho Rech. Por pouco tempo os dois cinemas funcionaram concomitantemente.

## Tradição oral
Entrevistado por João Leonir Dall'Alba aos 88 anos de idade em seu livro O Vale do Braço do Norte, publicado em 1973, Clemente Coan e sua mulher Ana Della Giustina Coan, ele com 88 anos de idade e sua mulher com 82 anos, relata ter conhecido a Praça Padre Roer com apenas duas casas, uma do Chico Galego (Francisco de Oliveira Sousa) e outra do Arvelino Nazário.
Em 1910 aproximadamente havia quatro casa na praça: dos Nazário, de Pedro Speck, do preto Massimiliano e do Jacó Batista Uliano.
Fotografias da praça padre Roer
- No centro da Praça Padre Roer está localizada a Igreja Nosso Senhor do Bonfim, erguida no início da década de 1930 (fotografia do bioquímico Roberto Pereira).
- Praça Padre Roer, com a primeira igreja católica, demolida no início da década de 1930. Em seu lugar está construída a atual Igreja Nosso Senhor do Bonfim
- Sino da Fundição de Sinos Apolda, fundido em 1927. Exposto na entrada da igreja na situação real de conservação, após ser desmontado da torre em 2012.
- Desfile de 7 de Setembro, defronte à Igreja Nosso Senhor do Bomfim, sem registro de data